# Kovács János (ügyvéd)
Kovács János (Kiskanizsa, 1830. április 28. – ?) ügyvéd és árvaszéki ülnök.

## Élete
Kovács Antal és Vörös Katalin fia. Iskoláit Nagykanizsán (Zala megye) 1848-ban végezte; ekkor a tanítói állással összekötött jegyzői pályára mint segéd Bánokszentgyörgyre (Zala megye) ment és ott 1852. szeptember 29-ig 20 pengőforint évi fizetéssel segédkedett; innét Pámára ment, ahol 1855. április 11-ig 50 forinttal volt alkalmazva; ekkor a közjegyzőségek rendeztettek és a tárnoki közjegyzőségre nevezték ki, ahol 1857. december 1-ig működött. 1857. november 1-jén Homokkomáromba (mely később Langvizi nevet vett fel) helyezték át. 1872. január 12-én a kanizsai járásban szolgabírónak választották meg, ahol 1878. január 12-ig működött. Időközben miniszteri engedéllyel 1874-ben letette az ügyvédi vizsgát és 1878-tól 1884-ig ügyvédkedett; ekkor Nagykanizsa városában árvaszéki ülnök és községi bíró lett.
Cikkeket írt a Zala-Somogyi Közlönybe (az 1860-as években), ez később a Zalai Közlöny címet vette fel és ő a lapnak folyton munkatársa maradt; írt még a Zalába, a Zalai Tanügybe, a Zalamegyébe és a Vadász- és Versenylapba, mely lapot a nagykanizsai lókiállítás eredményeiről tudósította.